# Proechimys kulinae
Proechimys kulinae é uma espécie de roedor da família Echimyidae.
Pode ser encontrada no Peru e Brasil. Registrada em duas localidades, uma no rio Juruá, estado do Amazonas, e outra no departamento de Loreto.